# Soberanía

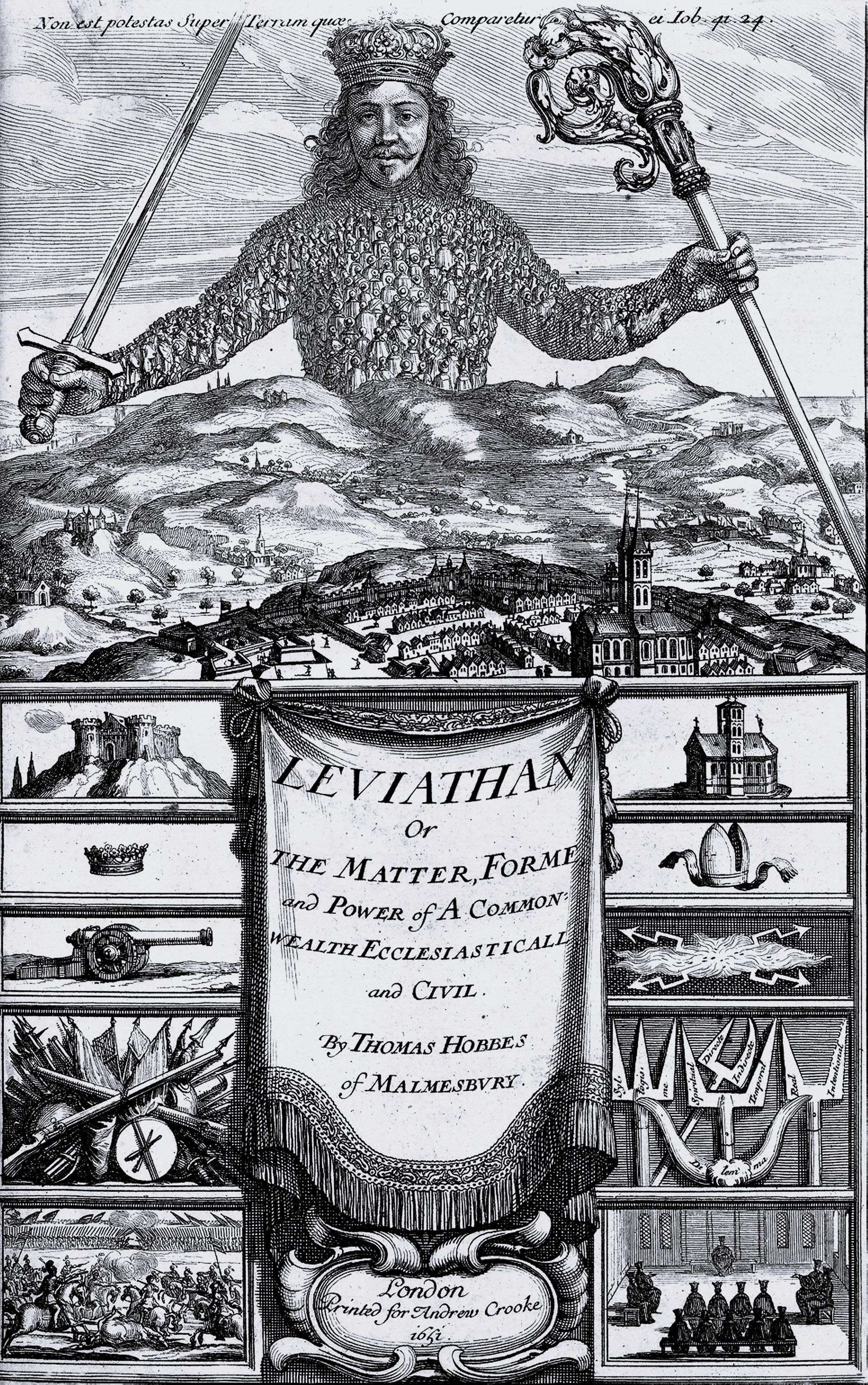
Portada de Leviatán de Thomas Hobbes representando al soberano como un cuerpo masivo compuesto por muchas personas, que empuña una espada y un báculo pastoral.

En general, la soberanía puede definirse como la autoridad suprema. La soberanía implica jerarquía dentro del Estado, así como autonomía externa para los Estados. En cualquier Estado, la soberanía se asigna a la persona, órgano o institución que tiene la autoridad suprema sobre otras personas para imponer el derecho o cambiar el existente. En teoría política, la soberanía es un término sustantivo que designa la autoridad legítima suprema sobre alguna entidad política. En derecho internacional, la soberanía es el ejercicio del poder por parte de un Estado. La soberanía de jure se refiere al derecho legal de hacerlo; la soberanía de facto se refiere a la capacidad factual de hacerlo. Esto puede convertirse en una cuestión de especial preocupación si no se cumple la expectativa habitual de que la soberanía de iure y de facto existan en el lugar y el momento en cuestión, y residan en la misma organización.
Cómo y quién ejerce la autoridad varía según la forma de gobierno del Estado. De hecho, uno de estos órganos puede conservar la soberanía al tener el control último sobre los demás, puede ser unipersonal como en la mayoría de dictaduras o monarquías absolutas, o también pluripersonal como en países dominados por juntas militares. Pero en algunos países, como en Estados Unidos, debido a la separación de poderes, no hay órgano soberano ya que esta se ejerce conjuntamente entre la Presidencia y el Congreso, cuidadosamente equilibrados por su constitución para que ninguno tenga control último sobre el otro y la política nacional no se imponga sin consentimiento de ambos. En un sistema parlamentario representativo como el Reino Unido, la soberanía reside en el Parlamento (véase soberanía parlamentaria).

## Conceptos de la soberanía
En su etimología, la palabra soberanía proviene de la voz latina “super omnia”, que significa "sobre todo" o "poder supremo", que también tiene como sinónimo a la palabra latina "principatus", que proviene de la voz latina "primus inter pares", que significa "primero entre pares" o "principal".
Según la famosa definición de Carl Schmitt, el soberano es el que decide sobre el estado de excepción:

«si hay una persona o institución, en un sistema político determinado, capaz de provocar una suspensión total de la ley y luego utilizar fuerza extra-legal para normalizar la situación, entonces esa persona o institución es la soberana en ese cuerpo político.»

Cualquier orden legal, concluye Schmitt, se basa en una decisión soberana y no en una norma legal. Para Schmitt, ni siquiera es necesario que la ley determine quién puede tomar una decisión sobre el estado de excepción. Puede haber una autoridad soberana, en un sentido jurisprudencial relevante, incluso cuando dicha autoridad no está reconocida por una ley constitucional positiva. Todo lo que importa es si hay una persona o institución que posee la capacidad, de hecho, para tomar una decisión sobre la excepción. Si existe un soberano, así entendido, su autoridad para suspender la ley no necesita reconocimiento legal positivo, ya que la aplicabilidad de la ley depende de una situación de normalidad garantizada por el soberano.
Según la clásica definición de Jean Bodin, en Los seis libros de la República (1576), soberanía es el «poder absoluto y perpetuo de una República». Soberano es quien tiene el poder de decisión, de dar las leyes sin recibirlas de otro, es decir, aquel que no está sujeto a leyes escritas, pero sí a la ley divina o natural. Pues, según añade Bodin, «si decimos que tiene poder absoluto quien no está sujeto a las leyes, no se hallará en el mundo príncipe soberano, puesto que todos los príncipes de la tierra están sujetos a las leyes de Dios y de la naturaleza y a ciertas leyes humanas comunes a todos los pueblos».
Esta inicial definición muestra en síntesis la amplitud del concepto de soberanía, que, como tal, perdura aunque no exento de variaciones a lo largo de la historia en su intento de justificar el devenir del sujeto de la soberanía (el pueblo, la Nación, el Estado).
Thomas Hobbes suprimió la dependencia de la ley natural que Jean Bodin trazaba en su definición de soberanía y constituyó al soberano en única forma de poder. En su tratado más famoso, Leviatán (1651), justifica desde la filosofía la existencia del autoritarismo estatal. Si bien habría que precisar que la ley natural no es ajena a las teorías de Hobbes.

La ley de la naturaleza y la ley civil se contienen una a otra, y son de igual extensión (…) Las leyes de la naturaleza, que consisten en la equidad, la justicia, la gratitud y otras virtudes morales que dependen de ellas, en la condición de mera naturaleza no son propiamente leyes, sino cualidades que disponen los hombres a la paz y la obediencia. (...) La ley de la naturaleza es una parte de la ley civil en todos los Estados del mundo (…) Cada súbdito en un Estado ha estipulado su obediencia a la ley civil; por tanto, la obediencia a la ley civil es parte, también, de la ley de la naturaleza. La ley civil y ley natural no son especies diferentes, sino parte distintas de la ley; de ellas, una parte es escrita, y se llama civil; la otra no escrita, y se denomina natural.
Thomas Hobbes

En 1762, Jean-Jacques Rousseau retomó la idea de soberanía pero con un cambio sustancial. El soberano es ahora la colectividad o pueblo, y esta da origen al poder enajenando sus derechos a favor de la autoridad. Cada ciudadano es soberano y súbdito al mismo tiempo, ya que contribuye tanto a crear la autoridad y a formar parte de ella, en cuanto que mediante su propia voluntad dio origen a esta, y por otro lado es súbdito de esa misma autoridad, en cuanto que se obliga a obedecerla.
Así, según Rousseau, todos serían libres e iguales, puesto que nadie obedecería o sería mandado por un individuo, sino que la voluntad general tiene el poder soberano, es aquella que señala lo correcto y verdadero y las minorías deberían acatarlo en conformidad a lo que dice la voluntad colectiva. Esta concepción rusoniana, que en parte da origen a la revolución francesa e influye en la aparición de la democracia moderna, permitió múltiples abusos ya que, en nombre de la voluntad "general" o pueblo, se asesinó y destruyó. Generó actitudes irresponsables y el atropello a los derechos de las minorías.
Frente a estas ideas, el abate Sieyès postuló que la soberanía radica en la nación y no en el pueblo, o sea que la autoridad no obrara solo tomando en cuenta el sentimiento mayoritario coyuntural de un pueblo, que podía ser objeto de influencias o pasiones desarticuladoras, sino que además tuviera en cuenta el legado histórico y cultural de esa nación y los valores y principios bajo los cuales se había fundado. El concepto de nación contemplaría a todos los habitantes de un territorio, sin exclusiones ni discriminaciones. Sieyès indica que los parlamentarios son representantes y no mandatarios, ya que estos gozan de autonomía propia una vez han sido electos y ejercerán sus cargos mediando una cuota de responsabilidad y objetividad al momento de legislar; en cambio los mandatarios deben realizar lo que su mandante le indica; en este caso, el pueblo.
Así, de Rousseau nace el concepto de soberanía popular, mientras que del abate Sieyès nace el de soberanía nacional. Ambos conceptos se dan indistintamente en las constituciones modernas, aunque después de la Segunda Guerra Mundial ha retomado con fuerza el concepto de soberanía popular que se mira como más cercano al pueblo, el cual se supone que actualmente tiene un grado de cultura cívica y moderación mucho más alto que en el tiempo de la toma de la Bastilla en 1789.
También la palabra soberanía se conceptualiza como el derecho de una institución política de ejercer su poder. Tradicionalmente se ha considerado que son tres los elementos de la soberanía: territorio, pueblo y poder. En el derecho internacional, la soberanía es un concepto clave, referido al derecho de un estado para ejercer sus poderes.

## Concepción del concepto
El concepto de soberanía no fue manejado ni por griegos ni por romanos. Dice Georg Jellinek que la idea de soberanía se forja en la Edad Media y «en lucha con estos tres poderes (la Iglesia, el Imperio romano y los grandes señores y corporaciones) ha nacido la idea de la soberanía, que es, por consiguiente, imposible de conocer sin tener igualmente conocimiento de estas luchas». Diversos autores contemplan la cuestión de la soberanía en sus obras, tal como Hermann Heller, con La soberanía; F. H. Hinsley, con El concepto de soberanía; o Harold J. Laski, con El problema de la soberanía.
En las monarquías absolutas la soberanía corresponde al Estado, el cual a su vez queda identificado al rey («El Estado soy yo», dijo Luis XIV). De ahí que el monarca sea llamado soberano, denominación que aún perdura. El liberalismo subvirtió el concepto de soberanía y concibió dos modalidades de esta: una, revolucionaria, en la que el pueblo, considerado como un conjunto de individuos, ejerce el sufragio universal (la soberanía popular); otra, conservadora, que reside en un parlamento de voto censitario (la soberanía nacional).

## Soberanía nacional y soberanía popular
El término «soberanía popular» se estableció frente a la tesis de la soberanía nacional. La Constitución francesa de 1793 fue el segundo texto legal que estableció que «la soberanía reside en el pueblo». Jean Jacques Rousseau, en El contrato social, atribuye a cada miembro del Estado una parte igual de lo que denomina «autoridad soberana» y propuso una tesis sobre la soberanía basada en la voluntad general. Para Rousseau el soberano es el pueblo, que emerge del pacto social, y como cuerpo decreta la voluntad general manifestada en la ley.[cita requerida]
De acuerdo con las tesis mantenidas hasta la fecha, la soberanía popular implica «que la residencia legal y efectiva del poder de mando de un conjunto social se encuentra y se ejerce en y por la universalidad de los ciudadanos», y en particular en los Estados democráticos. Así el sufragio universal se convierte en un derecho fundamental y la condición ciudadana es igual para todos con independencia de cualquier otra consideración, salvo las limitaciones de edad o juicio.[cita requerida]
De este modo, por ejemplo, la Constitución española de 1978 reconoce que «la soberanía nacional reside en el pueblo español, del que emanan los poderes del Estado».

## Derecho internacional
El vocablo «soberanía» también ha jugado un importante papel en la teoría política y en la doctrina del derecho internacional. No obstante, en ocasiones, el contenido de esta palabra ha sido oscurecido y deformado, por lo que puede entenderse de varios modos o admitir distintas interpretaciones y ser, por tanto, motivo de dudas, incertidumbre y confusión. El principal problema estriba en que, habiendo tantas definiciones del término como hay autores, no hay acuerdo sobre cuál es el objeto buscado por este concepto en el derecho internacional. 
Según la definición de Jean Bodin: «Soberanía es el poder absoluto y perpetuo de una república», quien, a su vez, determina cuál es el objeto de su definición. Primero establece lo que es República: «es el recto gobierno de varias familias y de lo que les es común con poder soberano»; para en seguida decir: «una vez establecido el fin, hay que establecer los medios para conseguirlo». Cuyo corolario sería que la soberanía es el medio para conseguir el recto gobierno, y no cualquier gobierno.
Por otro lado, Carré de Malberg, en su Teoría general del Estado, tras analizar y descomponer el concepto de soberanía «en independencia en el exterior y consumado superioridad en el interior del Estado», manifiesta que el concepto parece doble, pero que, en definitiva, «soberanía interna y soberanía externa no son sino los dos lados de una sola y misma soberanía».
Es posible que, pensando en esos que pretenden redefinir la soberanía, fuera lo que llevara a Georg Jellinek a decir que «la soberanía es un concepto polémico». Quizás fuera este mismo motivo el que pudiera haber impulsado a Hermann Heller a promover la recomendación de releer la obra de Bodino (Jean Bodin), pues decía: «Me parece que muchos de los que hablan de él, en verdad no saben con certeza qué es lo que Bodino enseñó».
Carlos Augusto Rodríguez señala que una crítica científica de la soberanía debe exponer todas las definiciones de ese término y dirigir contra cada una de ellas las objeciones que procedieran. Claro está que solo se expondrán los lineamientos generales del problema y se ofrecerán soluciones prácticas. No hay que confundir ni mezclar las consecuencias prácticas que resulten de esta crítica científica con lo que se concibe en la doctrina del Estado, en la del derecho constitucional o con lo que en verdad dispone la Carta Magna. Estas consecuencias servirán para alimentar la doctrina del derecho internacional, en particular para aclarar el objeto buscado por el concepto de la soberanía dentro del mencionado derecho.